# Hootenanny
Hootenanny [ˈhuːtənæni] ist ein englisches Wort mit unklarer Herkunft. Die deutschsprachige Liedermacherkultur übernahm in den 1960er Jahren aus der US-Folkszene das Konzept des geselligen, ungezwungenen Konzerts in kleinerer Runde, wofür sich im amerikanischen Englisch genau dieses Wort hootenanny eingebürgert hatte. Nicht ganz vergleichbare Veranstaltungen sind Liederabende in klassischer Tradition sowie Jam-Sessions in der Jazzmusik.

## Begriffsherkunft und Bedeutungswandel
Als Herkunftsgebiet für das Wort Hootenanny wird zum Teil Schottland vermutet, allerdings nicht in der Bedeutung eines Céilí. Gesichert ist die Verwendung des Begriffs unter US-amerikanischen Siedlern in den Appalachen, die darunter ein „Dingsbums“ (also den Platzhalternamen für ein Objekt) verstanden. Als solches tauchten etwa hootenanny aber auch hoopendaddy in US-amerikanischen Wörterbüchern in der ersten Hälfte des 20. Jahrhunderts auf, die sich wiederum auf ältere Fundstellen beriefen. Als alternative Bedeutung gilt auch verschiedentlich eine ursprüngliche Verwendung als euphemistisches Nonsens-Fluchwort.
Offenbar in Seattle begann in den 1930er Jahren die Bedeutungsverschiebung zum musikalischen Zusammentreffen: Nach Auskunft von Pete Seeger hatte ein dortiger Club seine familiär-kulinarisch-musikalischen Fundraising-Abende so benannt, nachdem bei einer Abstimmung hootenanny über wingding gesiegt haben soll. Seeger, Guthrie und andere Mitglieder der Almanac Singers benannten auf dieser Basis ihre eigenen unkonventionellen Mitmach-Konzertveranstaltungen in New York City ebenso. Bei den Abenden im Almanac House wurde ein Eintrittsgeld verlangt, doch die ansonsten bei Konzerten üblichen Barrieren zwischen Publikum und Akteuren gab es dort nicht, wodurch ein gemeinschaftliches Singen und Musizieren ermöglicht wurde.
So verbreitete sich die Praxis wie auch die Bezeichnung dafür rasch in der gesamten Folk-Szene der USA. Bekannte Vertreter dieser prononciert politischen, gesellschaftskritischen Folkmusik-Richtung waren neben Seeger und Guthrie unter anderem Leadbelly, Odetta, Phil Ochs, das Kingston Trio, Joan Baez, Barbara Dane sowie der frühe Bob Dylan. 1951 gab Webster’s bereits zwei Definitionen für das Wort: (1) Slangbezeichnung für „Dingsda“ und (2) Treffen von Folk-Sängern zu Unterhaltungszwecken. Diese Form des gemeinsamen Musizierens verbreitete sich in den folgenden Jahren in der westlichen Welt. Im Englischen ist das Konzept bis heute geläufig, wenn auch nicht mehr so populär, und verschiedene Veranstaltungen im Folk benennen sich heute noch als Hootenanny; mittlerweile gibt es auch Online-Hootenannys.

## Im deutschen Sprachraum
Das Modewort Hootenanny war im Deutschen nicht lange populär, allerdings gab es etwa im Rahmen der Burg-Waldeck-Festivals in den 1960er Jahren dort auch Hootenannys. Als Weiterentwicklungen und Ableger der Hootenannys können unter anderem Offene Bühnen und Mitsingkonzerte gelten.
Perry Friedman inspirierte in der DDR den Hootenanny-Klub, der sich nach einigen Jahren in Oktoberklub umbenannte. Die restliche Hootenanny-Bewegung der DDR wurde in Singebewegung umbenannt, doch das Konzept an sich blieb etabliert und mündete 1970 im Festival des politischen Liedes, welches sich als jährliche Veranstaltung etablierte und bis 1990 gefeiert wurde.

## Weitere internationale Referenzen und Alben

Hootenanny Records: If I Had a Hammer

- 1950 existierte das kurzlebige, linke Musiklabel Hootenanny Records.
- The Highwaymen veröffentlichte 1963 die LP Hootenanny.
- Unter dem neuen Bandnamen schaffte die schwedische Band Hootenanny Singers 1963 den Durchbruch; der Gitarrist Björn Ulvaeus war später Mitglied von ABBA.
- Lee Hazlewood und Al Casey erzielten 1963 mit dem Song Surfin' Hootenanny einen großen Erfolg.
- Die Band The Glencoves erzielte mit der Hitsingle Hootenanny 1963 ihren größten Erfolg.
- Sheb Wooley erzielte in den australischen Charts mit seiner Single Hootenanny Hoot 1963 die Top 10.
- Paul & Paula veröffentlichten 1963 die Single Holiday Hootenanny.
- Von April 1963 bis September 1964 wurde die Fernsehsendung Hootenanny bei ABC ausgestrahlt, die dem US-Publikum ein musikalisches Varieté dabot.
- The Wailers sangen 1964 den Song Hoot Nanny Hoot ein.
- George Jones und Melba Montgomery brachten 1964 das Album Bluegrass Hootenanny heraus.
- The Replacements brachten 1983 das Album Hootenanny heraus.
- Seit 1992 moderiert Jools Holland im BBC Two zum Jahreswechsel seine Show Jools' Annual Hootenanny
- Die Eels veröffentlichten 2003 das Album Shootenanny!
- The Magnetic Fields hatten den Song We Are Having a Hootenanny auf ihrem 2010 erschienenen Album Realism.